# Neaufles-Saint-Martin

Neaufles-Saint-Martin este o comună în departamentul Eure, Franța. În 1 ianuarie 2022 avea o populație de 1.306 de locuitori.